# Róisín Murphy

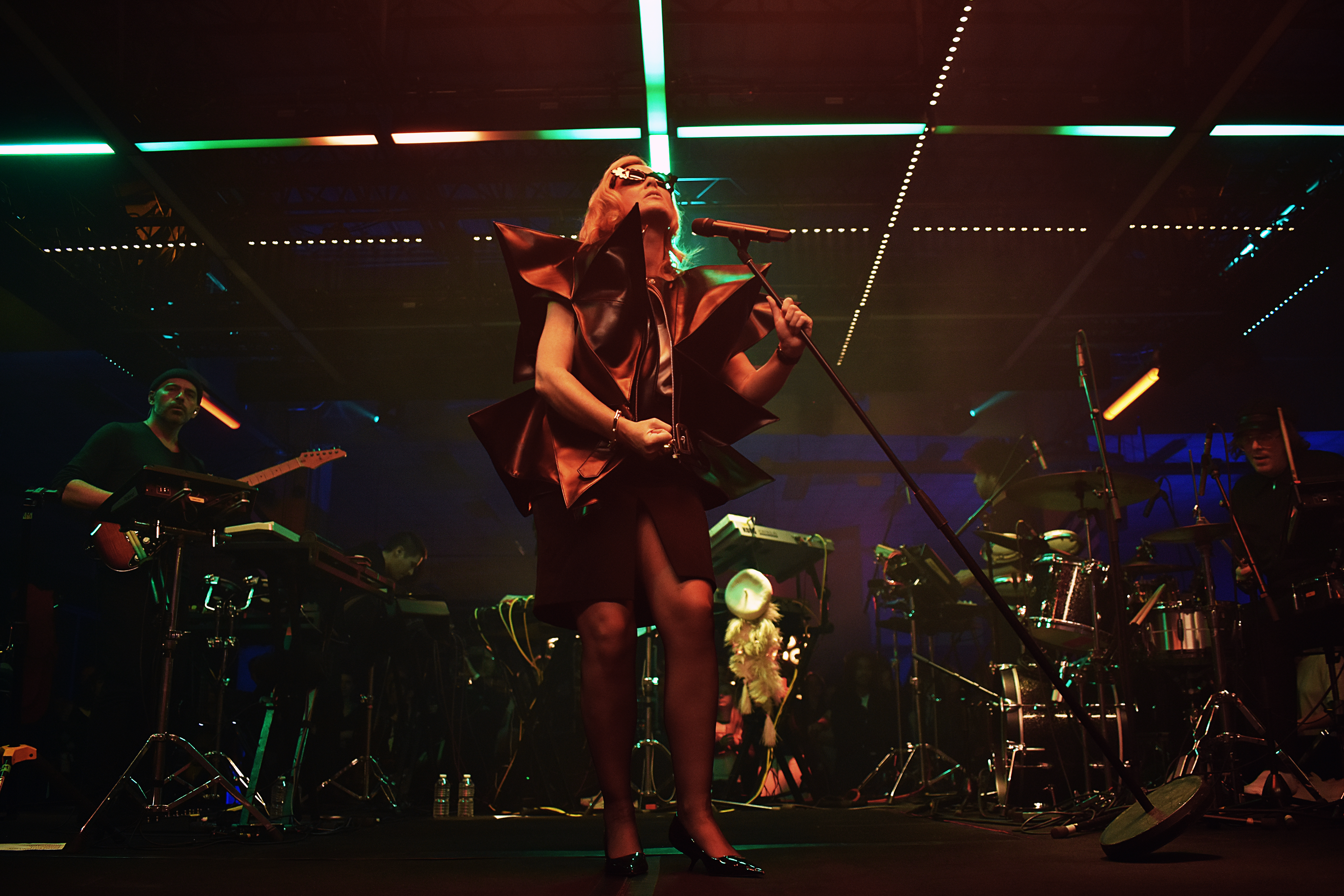
Róisín Murphy (2024)

Róisín Marie Murphy (* 5. Juli 1973 in Arklow, County Wicklow; Aussprache Róisín /roʊˈʃiːn/) ist eine irische Musikerin und Musikproduzentin, die als Sängerin des britisch-irischen Duos Moloko bekannt wurde.

## Biografie

### Musikkarriere

#### Moloko
Róisín Murphy hatte noch keine professionelle Gesangserfahrung, als sie auf einer Party den britischen Produzenten Mark Brydon kennenlernte, mit dem sie dann die Band Moloko gründete. Bei ihrer ersten Unterhaltung soll der Satz „Do you like my tight sweater?“ gefallen sein, der dann Titel ihres 1995 erschienenen Debütalbums wurde. Neben ihrer beruflichen hatten Murphy und Brydon bis kurz vor Erscheinen des letzten Moloko-Albums Statues im Jahr 2002 auch eine private Beziehung.
Parallel zu ihrer Arbeit für Moloko sang Murphy auch für andere Künstler, so für Boris Dlugosch, Handsome Boy Modeling School und Psychedelic Waltons. 2004 wirkte sie auch beim Hilfsprojekt Band Aid 20 mit.

#### 2004: Erstes SoloalbumRuby Blue

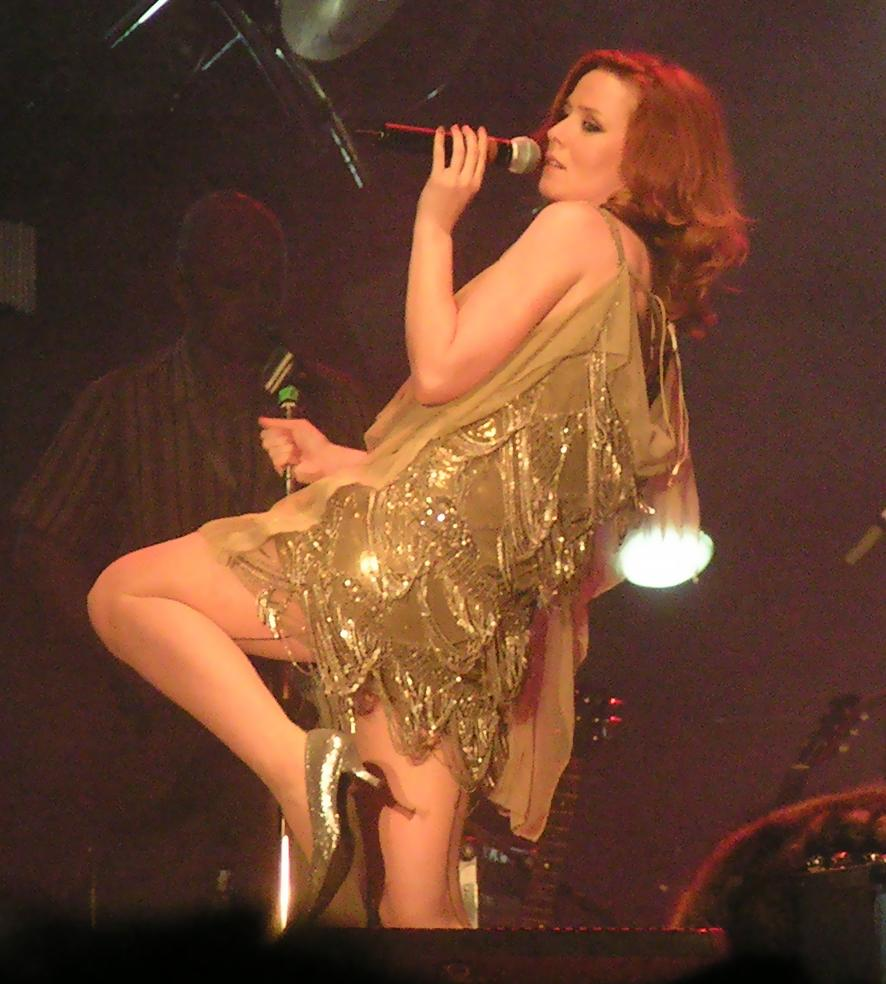
Murphy in Haifa (2005)

Nach vier Studioalben mit Moloko nahm Murphy 2004 ihr erstes Solomaterial auf, zusammen mit dem Produzenten Matthew Herbert, der zuvor bereits Remixe für Moloko erstellt hatte. Die ersten Aufnahmen erschienen vorab in begrenzter Auflage, ausschließlich auf Vinyl-EPs, mit den Titeln Sequins 1, Sequins 2 und Sequins 3. Ihr Debütalbum Ruby Blue erschien 2005, als Single ausgekoppelt wurden If We’re in Love und Sow into You.

#### 2006:Overpowered
2006 wechselte Murphy von ihrer alten Plattenfirma Echo zur EMI; unter diesem Label erschien am 12. Oktober 2007 ihr zweites Soloalbum Overpowered. Dafür arbeitete sie unter anderem mit Paul Dolby, Andy Cato von Groove Armada und Jimmy Douglass zusammen. Das Album war vor allem in Belgien, wo es 2008 Goldstatus erreichte, sehr erfolgreich. Für einen Werbespot der Firma Gucci sang sie eine Coverversion des Bryan-Ferry-Songs Slave to Love ein.
Ende 2009 brachte Murphy die Single Orally Fixated heraus, die es nur in die UK-Indie-Charts schaffte. Zusammen mit Marius de Vries produzierte sie den Song Yellow Moon für das Album The Revolution. Des Weiteren arbeitete sie mit den Crookers zusammen, woraus zwei Songs hervorgingen: Royal T und Hold Up Your Hands. Beide wurden auf dem Album Tons of Friends veröffentlicht.
Anfang 2010 veröffentlichte Murphy die Single, Momma’s Place, die einen Monat vor Erscheinungsdatum bereits im Internet verfügbar war. Im Herbst 2012 erschien erneut eine Einzelveröffentlichung mit dem Titel Simulation.
Am 8. Mai 2015 legte sie mit Hairless Toys ihr drittes Soloalbum vor. Bereits ein Jahr später erschien mit Take Her Up to Monto ihr viertes Studioalbum, welches zur gleichen Zeit wie der Vorgänger eingespielt wurde. Produziert wurde es von Eddie Stevens.
2016 wurde sie mit dem AIM Independent Music Award in der Kategorie Outstanding Contribution to Music ausgezeichnet.
2020 erschien Róisín Machine. Wie bereits vorangegangene Veröffentlichungen wurde das Album von den Kritikern hochgelobt. Róisín Machine konnte sich auf Platz 14 der UK-Charts platzieren. In Irland erreichte sie erstmals die Top-10 der Hitlisten, auch in Deutschland und Österreich wurde das Album ihr bis dahin höchster Charterfolg.

#### 2023:Hit Parade
Róisín Murphy veröffentlichte im März 2023, in Zusammenarbeit mit dem deutschen Musikproduzenten DJ Koze, die Single CooCool. Das von DJ Koze produzierte Album Hit Parade erschien im September 2023 nach über 5 Jahren Arbeit. Bereits 2018 arbeiteten Murphy und DJ Koze für dessen Album Knock Knock zusammen. Die Albumveröffentlichung wird von einer ausgedehnten Tournee begleitet.

### Persönliches
Murphy brachte am 15. Dezember 2009 eine Tochter zur Welt; Vater des Kindes ist der Brite Simon Henwood. Sie ist mit dem Italiener Sebastiano Properzi liiert, mit dem sie einen Sohn (* 2012) hat.

## Diskografie

### Studioalben
| Jahr | Titel                | Höchstplatzierung, Gesamtwochen, AuszeichnungChartplatzierungen (Jahr, Titel, Platzierungen, Wochen, Auszeichnungen, Anmerkungen) | Höchstplatzierung, Gesamtwochen, AuszeichnungChartplatzierungen (Jahr, Titel, Platzierungen, Wochen, Auszeichnungen, Anmerkungen) | Höchstplatzierung, Gesamtwochen, AuszeichnungChartplatzierungen (Jahr, Titel, Platzierungen, Wochen, Auszeichnungen, Anmerkungen) | Höchstplatzierung, Gesamtwochen, AuszeichnungChartplatzierungen (Jahr, Titel, Platzierungen, Wochen, Auszeichnungen, Anmerkungen) | Höchstplatzierung, Gesamtwochen, AuszeichnungChartplatzierungen (Jahr, Titel, Platzierungen, Wochen, Auszeichnungen, Anmerkungen) | Anmerkungen                                               |
| Jahr | Titel                | DE | AT | CH | UK | IE | Anmerkungen                                               |
| ---- | -------------------- | --- | --- | --- | --- | --- | --------------------------------------------------------- |
| 2005 | Ruby Blue            | DE43 (4 Wo.)DE | AT50 (7 Wo.)AT | CH43 (3 Wo.)CH | UK88 (1 Wo.)UK | — | Erstveröffentlichung: 13. Juni 2005                       |
| 2007 | Overpowered          | DE57 (1 Wo.)DE | AT35 (4 Wo.)AT | CH32 (5 Wo.)CH | UK20 Silber · (4 Wo.)UK | IE51 (8 Wo.)IE | Erstveröffentlichung: 11. Oktober 2007 Verkäufe: + 60.000 |
| 2015 | Hairless Toys        | DE27 (1 Wo.)DE | AT29 (1 Wo.)AT | CH25 (2 Wo.)CH | UK19 (2 Wo.)UK | IE16 (2 Wo.)IE | Erstveröffentlichung: 8. Mai 2015                         |
| 2016 | Take Her Up to Monto | DE62 (1 Wo.)DE | AT45 (1 Wo.)AT | CH26 (1 Wo.)CH | UK41 (1 Wo.)UK | IE22 (1 Wo.)IE | Erstveröffentlichung: 8. Juli 2016                        |
| 2020 | Róisín Machine       | DE24 (1 Wo.)DE | AT21 (1 Wo.)AT | CH26 (2 Wo.)CH | UK14 (1 Wo.)UK | IE5 (2 Wo.)IE | Erstveröffentlichung: 2. Oktober 2020                     |
| 2023 | Hit Parade           | DE6 (2 Wo.)DE | AT51 (1 Wo.)AT | CH12 (2 Wo.)CH | UK5 (2 Wo.)UK | IE11 (1 Wo.)IE | Erstveröffentlichung: 8. September 2023                   |

Weitere Veröffentlichungen
- 2005: Sequins 1
- 2005: Sequins 2
- 2005: Sequins 3
- 2007: Live at Ancienne Belgique 19.11.07
- 2008: iTunes Live: London Sessions
- 2014: Mi Senti
- 2021: Crooked Machine

### Singles
| Jahr | Titel Album                         | Höchstplatzierung, Gesamtwochen, AuszeichnungChartplatzierungen (Jahr, Titel, Album, Platzierungen, Wochen, Auszeichnungen, Anmerkungen) | Höchstplatzierung, Gesamtwochen, AuszeichnungChartplatzierungen (Jahr, Titel, Album, Platzierungen, Wochen, Auszeichnungen, Anmerkungen) | Höchstplatzierung, Gesamtwochen, AuszeichnungChartplatzierungen (Jahr, Titel, Album, Platzierungen, Wochen, Auszeichnungen, Anmerkungen) | Höchstplatzierung, Gesamtwochen, AuszeichnungChartplatzierungen (Jahr, Titel, Album, Platzierungen, Wochen, Auszeichnungen, Anmerkungen) | Höchstplatzierung, Gesamtwochen, AuszeichnungChartplatzierungen (Jahr, Titel, Album, Platzierungen, Wochen, Auszeichnungen, Anmerkungen) | Anmerkungen                                                     |
| Jahr | Titel Album                         | DE | AT | CH | UK | IE | Anmerkungen                                                     |
| ---- | ----------------------------------- | --- | --- | --- | --- | --- | --------------------------------------------------------------- |
| 2001 | Never Enough –                      | DE95 (1 Wo.)DE | — | — | UK16 (6 Wo.)UK | IE26 (4 Wo.)IE | Erstveröffentlichung: Juni 2001 mit Boris Dlugosch              |
| 2001 | Wonderland –                        | — | — | — | — | IE41 (1 Wo.)IE | Erstveröffentlichung: Dezember 2001 mit The Psychedelic Waltons |
| 2005 | If We’re in Love Ruby Blue          | — | — | — | — | — | Erstveröffentlichung: 13. Juni 2005                             |
| 2005 | Sow Into You Ruby Blue              | — | — | — | — | — | Erstveröffentlichung: 17. Oktober 2005                          |
| 2007 | Overpowered                         | DE86 (1 Wo.)DE | — | — | — | — | Erstveröffentlichung: 09. Juli 2007                             |
| 2007 | Let Me Know Overpowered             | — | — | — | UK28 (3 Wo.)UK | — | Erstveröffentlichung: 08. Oktober 2007                          |
| 2008 | You Know Me Better Overpowered      | — | — | — | UK47 (1 Wo.)UK | — | Erstveröffentlichung: 31. März 2008                             |
| 2008 | Movie Star Overpowered              | — | — | — | — | — | Erstveröffentlichung: 14. Oktober 2008                          |
| 2009 | Orally Fixated –                    | — | — | — | — | — | Erstveröffentlichung: 16. November 2009                         |
| 2010 | Momma’s Place –                     | — | — | — | — | — | Erstveröffentlichung: 18. Januar 2010                           |
| 2016 | Ten Miles High Take Her Up to Monto | — | — | — | — | — | Erstveröffentlichung: 8. Juli 2016                              |
| 2016 | Whatever Take Her Up to Monto       | — | — | — | — | — | Erstveröffentlichung: 23. September 2016                        |